# Villanueva del Rey (Córdoba)
Villanueva del Rey este un oraș din Spania, situat în provincia Cordoba din comunitatea autonomă Andaluzia. Are o populație de 1.224 de locuitori.